# Championnat d'Europe masculin de hockey sur gazon 2015
Cet article traite de l'épreuve masculine. Pour la compétition féminine, voir Championnat d'Europe de hockey sur gazon féminin 2015.
Navigation
Édition précédente Édition suivante
Le Championnat d'Europe de hockey sur gazon masculin 2015 est la 15e édition du Championnat d'Europe de hockey sur gazon. Il se déroule à Londres, en Angleterre, en même temps que le Championnat d'Europe féminin. Le vainqueur est qualifié pour les Jeux olympiques de 2016 à Rio de Janeiro. Les deux dernières équipes sont reléguées en Championship II.

## Stade
Le tournoi se déroule dans les installations du parc olympique de Londres au Lee Valley Hockey and Tennis Centre, dans un stade pouvant accueillir 5 000 spectateurs.

## Équipes qualifiées
Huit équipes participent à la compétition. Aux six équipes les mieux classées du Championnat d'Europe 2013 s'ajoutent deux équipes promues : la Russie et la France rejoignent l'élite européenne, ayant terminé aux deux premières places du Championship II en 2013. Le tableau suivant rend compte du classement mondial des équipes participantes avant le début de la compétition.
| Équipes    | Rang FIH | Rang EHF | Poule |
| ---------- | -------- | -------- | ----- |
| Pays-Bas   | no 2     | n°1      | A     |
| Allemagne  | no 3     | n°2      | B     |
| Belgique   | no 4     | n°3      | B     |
| Angleterre | no 5     | n°4      | A     |
| Espagne    | no 11    | n°5      | A     |
| Irlande    | no 14    | n°6      | B     |
| France     | no 17    | n°7      | B     |
| Russie     | no 19    | n°9      | A     |

## Phase de poules

### Poule A
| Équipe     | Score  | Équipe     |
| ---------- | ------ | ---------- |
| Pays-Bas   | 2 - 0  | Espagne    |
| Angleterre | 10 - 1 | Russie     |
| Espagne    | 9 - 0  | Russie     |
| Pays-Bas   | 2 - 0  | Angleterre |
| Russie     | 0 - 8  | Pays-Bas   |
| Angleterre | 4 - 0  | Espagne    |

| Rang | Équipe     | Pts | J | V | N | P | BP | BC | Diff |
| ---- | ---------- | --- | - | - | - | - | -- | -- | ---- |
| 1    | Pays-Bas   | 9   | 3 | 3 | 0 | 0 | 12 | 0  | +12  |
| 2    | Angleterre | 6   | 3 | 2 | 0 | 1 | 14 | 3  | +11  |
| 3    | Espagne    | 3   | 3 | 1 | 0 | 2 | 9  | 6  | +3   |
| 4    | Russie     | 0   | 3 | 0 | 0 | 3 | 1  | 27 | -26  |

|  | Qualifiés pour la phase finale (no 1, no 2).        |
|  | Qualifiés pour la phase de classement (no 3, no 4). |

### Poule B
| Équipe    | Score | Équipe    |
| --------- | ----- | --------- |
| Irlande   | 4 - 3 | France    |
| Allemagne | 4 - 0 | Belgique  |
| France    | 3 - 4 | Belgique  |
| Irlande   | 0 - 2 | Allemagne |
| Allemagne | 7 - 2 | France    |
| Belgique  | 2 - 2 | Irlande   |

| Rang | Équipe    | Pts | J | V | N | P | BP | BC | Diff |
| ---- | --------- | --- | - | - | - | - | -- | -- | ---- |
| 1    | Allemagne | 9   | 3 | 3 | 0 | 0 | 13 | 2  | 11   |
| 2    | Irlande   | 4   | 3 | 1 | 1 | 1 | 6  | 7  | -1   |
| 3    | Belgique  | 4   | 3 | 1 | 1 | 1 | 6  | 9  | -3   |
| 4    | France    | 0   | 3 | 0 | 0 | 3 | 8  | 15 | -7   |

|  | Qualifiés pour la phase finale (no 1, no 2).        |
|  | Qualifiés pour la phase de classement (no 3, no 4). |

## Phase de classement
La phase de classement est la poule des équipes qui se sont classées 3e et 4e au 1er tour. Les résultats entre deux équipes lors du 1er tour sont comptabilisés.
| Équipe   | Score  | Équipe   |
| -------- | ------ | -------- |
| Russie   | 2 - 4  | France   |
| Espagne  | 0 - 3  | Belgique |
| Belgique | 11 - 4 | Russie   |
| Espagne  | 4 - 3  | France   |

| Rang | Équipe   | Pts | J | V | N | P | BP | BC | Diff |
| ---- | -------- | --- | - | - | - | - | -- | -- | ---- |
| 5    | Belgique | 9   | 3 | 3 | 0 | 0 | 18 | 7  | +11  |
| 6    | Espagne  | 6   | 3 | 2 | 0 | 1 | 13 | 6  | +7   |
| 7    | France   | 3   | 3 | 1 | 0 | 2 | 10 | 10 | 0    |
| 8    | Russie   | 0   | 3 | 0 | 0 | 3 | 6  | 24 | -18  |

|  | Maintien en Championship I (no 5 et no 6).    |
|  | Relégation en Championship II (no 7 et no 8). |

## Phase finale
|  | Demi-finales            | Demi-finales            |                        |       | Finale                  | Finale                  |
|  | Demi-finales            | Demi-finales            |                        |       | Finale                  | Finale                  |
|  |                         |                         |                        |       |                         |                         |
|  | 27 août 2015 13h15 CEST | 27 août 2015 13h15 CEST |                        |       | 29 août 2015 16h30 CEST | 29 août 2015 16h30 CEST |
|  | 27 août 2015 13h15 CEST | 27 août 2015 13h15 CEST |                        |       | 29 août 2015 16h30 CEST | 29 août 2015 16h30 CEST |
|  | Pays-Bas                | 1                       |                        |       | 29 août 2015 16h30 CEST | 29 août 2015 16h30 CEST |
|  | Pays-Bas                | 1                       |                        |       | 29 août 2015 16h30 CEST | 29 août 2015 16h30 CEST |
|  | Irlande                 | 0                       |                        |       | 29 août 2015 16h30 CEST | 29 août 2015 16h30 CEST |
|  | Irlande                 | 0                       | Pays-Bas               | 6     |                         |                         |
|  | 27 août 2015 19h30 CEST |                         | Pays-Bas               | 6     |                         |                         |
|  |                         | Allemagne               | 1                      |       |                         |                         |
|  | Allemagne               | Allemagne               | 1                      | 2 (3) |                         |                         |
|  | Allemagne               |                         |                        | 2 (3) |                         |                         |
|  | Angleterre              | 2 (2)                   |                        |       |                         |                         |
|  | Angleterre              | 2 (2)                   | Match pour la 3e place |       |                         |                         |
|  |                         |                         |                        |       |                         |                         |
|  | 29 août 2015 14h00 CEST |                         |                        |       |                         |                         |
|  |                         |                         |                        |       |                         |                         |
|  | Irlande                 | 4                       |                        |       |                         |                         |
|  | Irlande                 | 4                       |                        |       |                         |                         |
|  | Angleterre              | 2                       |                        |       |                         |                         |
|  | Angleterre              | 2                       |                        |       |                         |                         |

### Demi-finales
| Demi-finale 1             | Pays-Bas               | 1 - 0   | Irlande |  |  |
| 27 août 2015 13 h 15 CEST | Jeroen Hertzberger 12e | (1 - 0) |         |  |  |

| Demi-finale 2             | Allemagne                                | 2 - 2 | Angleterre                              |  |  |
| 27 août 2015 19 h 30 CEST | Martin Zwicker 30e · Lukas Windfeder 57e |       | 20e Mark Gleghorne · 59e Ashley Jackson |  |  |
| 27 août 2015 19 h 30 CEST | Tirs au but 3 - 2                        |       |                                         |  |  |

### Petite finale
| Petite finale             | Irlande                                                                           | 4 - 2 | Angleterre                        |  |  |
| 29 août 2015 14 h 00 CEST | Shane O'Donoghue 13e · Alan Sothern 29e · Eugene Magee 39e · Shane O'Donoghue 60e |       | 11e Harry Martin · 23e Adam Dixon |  |  |

### Finale
| Finale                    | Pays-Bas | 6 - 1 | Allemagne            |  |  |
| 29 août 2015 16 h 30 CEST | Billy Bakker 6e · Mink van der Weerden 14e · Jeroen Hertzberger 21e · Mink van der Weerden 22e · Rogier Hofman 29e · Mirco Pruijser 47e |       | 50e Christopher Rühr |  |  |

| Champion d'Europe de hockey sur gazon Pays-Bas 4e titre |

## Classement final
| Place              | Équipe     | Résultat                            |
| ------------------ | ---------- | ----------------------------------- |
| Médaille d'or      | Pays-Bas   | Champion d'Europe                   |
| Médaille d'argent  | Allemagne  | Vice-champion d'Europe              |
| Médaille de bronze | Irlande    | Vainqueur du match pour la 3e place |
| 4                  | Angleterre | Perdant du match pour la 3e place   |
| 5                  | Belgique   | Maintien en Championship I          |
| 6                  | Espagne    | Maintien en Championship I          |
| 7                  | France     | Relégation en Championship II       |
| 8                  | Russie     | Relégation en Championship II       |